# 조재완
조재완(본명: 조명식, 1979년 5월 9일 (음력 4월 14일 ~ )은 대한민국의 배우이다. 1989년 KBS 텔레비전 드라마에서 아역 연기자로 첫 데뷔하였다.

## 학력
- 금천고등학교 졸업
- 서일대학 연극영화학과

## 출연작

### 드라마
- 1993년 MBC 청소년드라마 《사춘기》 ... 명식 역
- 1995년 KBS 청소년드라마 《신세대 보고 어른들은 몰라요》
- 1996년 KBS2 청소년드라마 《사랑이 꽃피는 계절》
- 1996년 KBS2 청소년드라마 《스타트》 ... 맹후석 역
- 1998년 MBC 농촌드라마 《전원일기》 ... 수남 친구 정필 역(857회 특별출연)
- 1999년 KBS2 미니시리즈 《학교》 ... 백두원 역
- 1999년 KBS2 청춘드라마 《광끼》
- 2000년 SBS 일요드라마 《카이스트》 ... 명수 역(특별출연)
- 2000년 KBS2 일요베스트 《다향》 ... 준하 역
- 2000년 KBS2 미니시리즈 《바보같은 사랑》
- 2004년 KBS2 수목드라마 《꽃보다 아름다워》 ... 오진우 역
- 2004년 KBS1 대하드라마 《불멸의 이순신》 ... 장평 역
- 2004년 KBS2 단막극 《드라마시티 - 반투명》 ... 조 형사 역
- 2005년 KBS2 미니시리즈 《부활》 ... 안재훈 역
- 2005년 KBS2 단막극 《드라마시티 - 고포 여인숙》 ... 형철 역
- 2006년 KBS1 단막극 《HD TV문학관 - 깃발》 ... 윤성원 역
- 2006년 KBS2 단막극 《드라마시티 - 나의 아름다운 친구》 ... 이 형사 역
- 2006년 KBS2 미니시리즈 《미스터 굿바이》 ... 정구 역
- 2006년 KBS2 단막극 《드라마시티 - 기억이 잠든 사이》 ... (우정출연)
- 2006년 KBS2 4부작드라마 《도망자 이두용》 ... 주한 역
- 2006년 KBS2 미니시리즈 《황진이》 ... 장이 역
- 2007년 MBC 단막극 《MBC 베스트극장 - 드리머즈》 ... 박 간호사 역
- 2007년 KBS2 미니시리즈 《마왕》 ... 김영철 역
- 2007년 KBS2 단막극 《드라마시티 - 변두리 맨몸멜로》 ... 오수창 역
- 2007년 KBS2 단막극 《드라마시티 - 그녀의 별이 반짝일 때》 ... 진호 역
- 2008년 KBS2 대하드라마 《대왕 세종》 ... 장원 역
- 2010년 KBS2 미니시리즈 《추노》 ... 큰놈이/김성환 역
- 2010년 KBS1 대하드라마 《거상 김만덕》 ... 덕팔 역
- 2010년 KBS1 특별기획드라마 《전우》 ... 포로수용소 경비대원 역
- 2010년 KBS2 아침드라마 《사랑하길 잘했어》 ... 도식 역
- 2011년 KBS2 단막극 《KBS 드라마 스페셜 - 이중주》 ... 한민규 역
- 2011년 KBS1 대하드라마 《광개토태왕》 ... 신라 실성 마립간 역
- 2012년 JTBC 미니시리즈 《발효가족》 ... 박현수 역
- 2012년 채널A 단막극 《해피앤드 101가지 부부이야기 - 당신이 잠든 사이에》 ... 영범 역
- 2012년 KBS1 대하드라마 《대왕의 꿈》 ... 백석 역
- 2012년 KBS2 미니시리즈 《전우치》 ... 감동 역
- 2012년 KBS2 단막극 《KBS 드라마 스페셜 - 오월의 멜로》 ... 조윤석 역
- 2013년 KBS2 미니시리즈 《상어》 ... 오동진 역
- 2014년 OCN 일요드라마 《귀신 보는 형사 처용》 ... 김재광 역
- 2014년 KBS1 대하드라마 《정도전》 ... 민무구 역
- 2015년 KBS1 대하드라마 《징비록》 ... 소오 요시토시/다이라노 요시토시 역
- 2015년 JTBC 주말연속극 《송곳》
- 2016년 KBS2 미니시리즈 《뷰티풀 마인드》 ... 오경진 역
- 2016년 KBS1 역사드라마 《임진왜란 1592》 ... 막둥이 아빠 역
- 2017년 KBS2 수목드라마 《김과장》 ... 김성룡의 아버지 역
- 2017년 MBC 월화드라마 《역적 : 백성을 훔친 도적》
- 2017년 OCN 주말드라마 《듀얼》 ... 최주식 역
- 2017년 MBC 수목드라마 《병원선》
- 2017년 KBS2 월화드라마 《마녀의 법정》 ... 홍선화의 남편 역
- 2018년 JTBC 금토드라마 《미스티》
- 2018년 KBS2 일일연속극 《끝까지 사랑》
- 2019년 MBC 수목드라마 《신입사관 구해령》
- 2021년 KBS2 월화드라마 《연모》 ... 익선 역
- 2022년 JTBC 토일드라마 《기상청 사람들: 사내연애 잔혹사 편》

### 영화
- 1992년 《우리들의 일그러진 영웅》
- 2003년 《실미도》 ... 정섭 역
- 2005년 《반대로 타셨군요》
- 2007년 《색화동》 ... 진규 역
- 2014년 《찌라시 : 위험한 소문》
- 2014년 《개를 훔치는 완벽한 방법》
- 2016년 《잡아야 산다》
- 2016년 《불청객》
- 2019년 《가장 보통의 연애》 ... 촬영기사 역
- 2020년 《지푸라기라도 잡고 싶은 짐승들》 ... 사우나 형사 1 역

### 라디오 프로그램
- 2016년 EBS FM 《EBS 책 읽는 라디오 낭독 시리즈》